# Michail Avdejev
Michail Vasiljevitj Avdejev, född 1821 och död 1876, var en rysk romanförfattare.
Han väckte på 1850- och 1860-talen ett visst uppseende med berättelser, där kärlekens och äktenskaptes problem debatterades. Hans sista roman, en miljöskridring från 1840-talet, tecknar Vissarion Belinskijs och Aleksandr Herzens krets.